# 사카모토 슈스케
사카모토 슈스케(일본어: 坂本 修佑, 1993년 3월 22일~)는 일본의 축구 선수이다.

## 구단 경력
그는 2015년 일본 풋볼 리그의 나라 클럽에 입단했다. 2017년까지 44경기에 출전하여, 19득점을 넣었다. 2018년 J3리그의 아술 클라로 누마즈로 이적했고, 3년동안 팀에서 뛰었다. 2020년 10월 나라 클럽로 복귀했다. 2021년 일본 풋볼 리그의 FC 오사카로 이적했다. 2022년 일본 풋볼 리그 준우승으로 J3리그로 승격했다.